# Le Progrès Egyptien
Le Progrès Egyptien er en fransk sproget daglig avis som bliver udgivet i Egypten. Avisen blev etableret i 1893. Den er i dag ejet af Al Gomhuria, et nyheds mediehus i Egypten.